# Shaun Murphy
Shaun Murphy (* 10. srpen 1982, Harlow) je anglický profesionální hráč snookeru a vítěz Mistrovství světa pro rok 2005.
Žije se svou manželkou Claire v anglickém Rotherhamu a profesionálně hraje za klub Ecclasfield. Ve své dosavadní kariéře získal 3 turnajové tituly. Jeho nejvyšším breakem je 147 na Benson & Hedges Championship v roce 2001.